# 73342 Guyunusa
73342 Guyunusa è un asteroide della fascia principale. Scoperto nel 2002, presenta un'orbita caratterizzata da un semiasse maggiore pari a 2,7203816 UA e da un'eccentricità di 0,2334076, inclinata di 25,27251° rispetto all'eclittica.
L'asteroide è dedicato a Guyunusa, una delle ultime Charrúa.